# Дегсняй (Расейняйський район)
Дегсняй (Degsniai) — хутір у Литві, Расейняйський район, Відуклеське староство, знаходиться за 1 км від села Алеяй. 2001 року в Дегсняї проживало 2 людей.

## Принагідно
- Мапіо

| Литва | Це незавершена стаття з географії Литви. Ви можете допомогти проєкту, виправивши або дописавши її. |